# Schmiedezunfthaus (Memmingen)

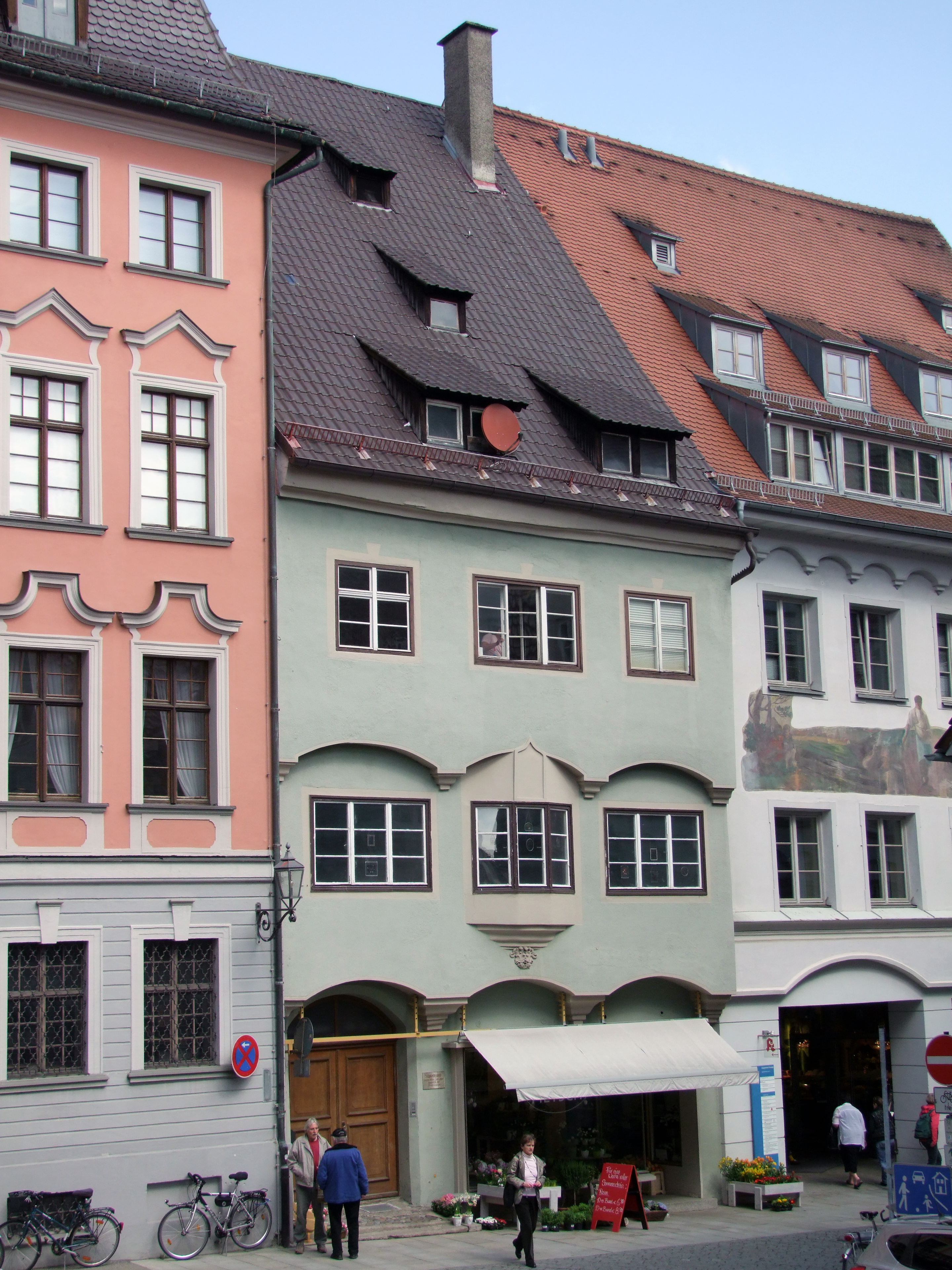
Die Schmiedezunft

Die Schmiedezunft ist ein unter Denkmalschutz stehendes Gebäude in der oberschwäbischen Stadt Memmingen. Es besitzt die Adresse Zangmeisterstraße 6.

## Lage
Das Haus liegt im Ensembleschutzbereich der Welfenstadt, dem ältesten Teil der Stadt Memmingen. Die Zangmeisterstraße ist der nördliche Fortsatz des Marktplatzes und war die ehemalige Verbindungsstraße zum Bodensee. Das Haus liegt im Verkehrsberuhigten Bereich.

## Geschichte und Baubeschreibung
Es wurde wohl im 17. Jahrhundert erbaut und besitzt drei Geschosse. Heute wird das Erdgeschoss von einem Blumengeschäft, die oberen Stockwerke zu Wohnzwecken genutzt.
Das Traufhaus hat drei Achsen, die Obergeschosse sind über breiten Stichbögen auf Konsolen vorkragend. In der Mittleren Achse befindet sich im ersten Obergeschoss ein flacher, dreiseitiger Erker auf einer profilierten Konsole mit einer Stuckmaske. Im ersten Obergeschoss befinden sich geohrte Türstöcke, im Erdgeschoss ein moderner Ladeneinbau.